# محمد عبد الفتاح (مصارع)
محمد عبد الفتاح، ويُعرف أيضًا بلقب بوجي (ولد بمدينة السويس في 4 فبراير 1978) هو مصارع أولمبي مصري في منافسات المصارعة الرومانية.
مثّل بوجي مصر في دورتين أولمبيتين صيفيتين (سيدني 2000 وأثينا 2004)، فحصل في الأولى على المركز الثامن، وفي الثانية لم يتأهل إلى الأدوار النهائية. وبعد توقف طويل لإصابة في ركبته، عاد للمنافسة، فحصل على ذهبية وزن 96 كجم في دورة ألعاب البحر المتوسط (إسطنبول 2010) وبطولة أفريقيا (القاهرة 2010). وفي سنة 2011، فاز بفضية الجائزة الكبرى في باكو في نفس الفئة الوزنية، كما حصل على برونزية في نفس المسابقة والفئة الوزنية في تبليسي سنة 2011.

## روابط خارجية
- محمد عبد الفتاح على موقع قاعدة بيانات المصارعة الدولية (الإنجليزية)
- محمد عبد الفتاح على موقع قاعدة بيانات المصارعة الدولية (الإنجليزية)
- محمد عبد الفتاح على موقع أوليمبيديا (الإنجليزية)